# Tuinwijck (Groningen)

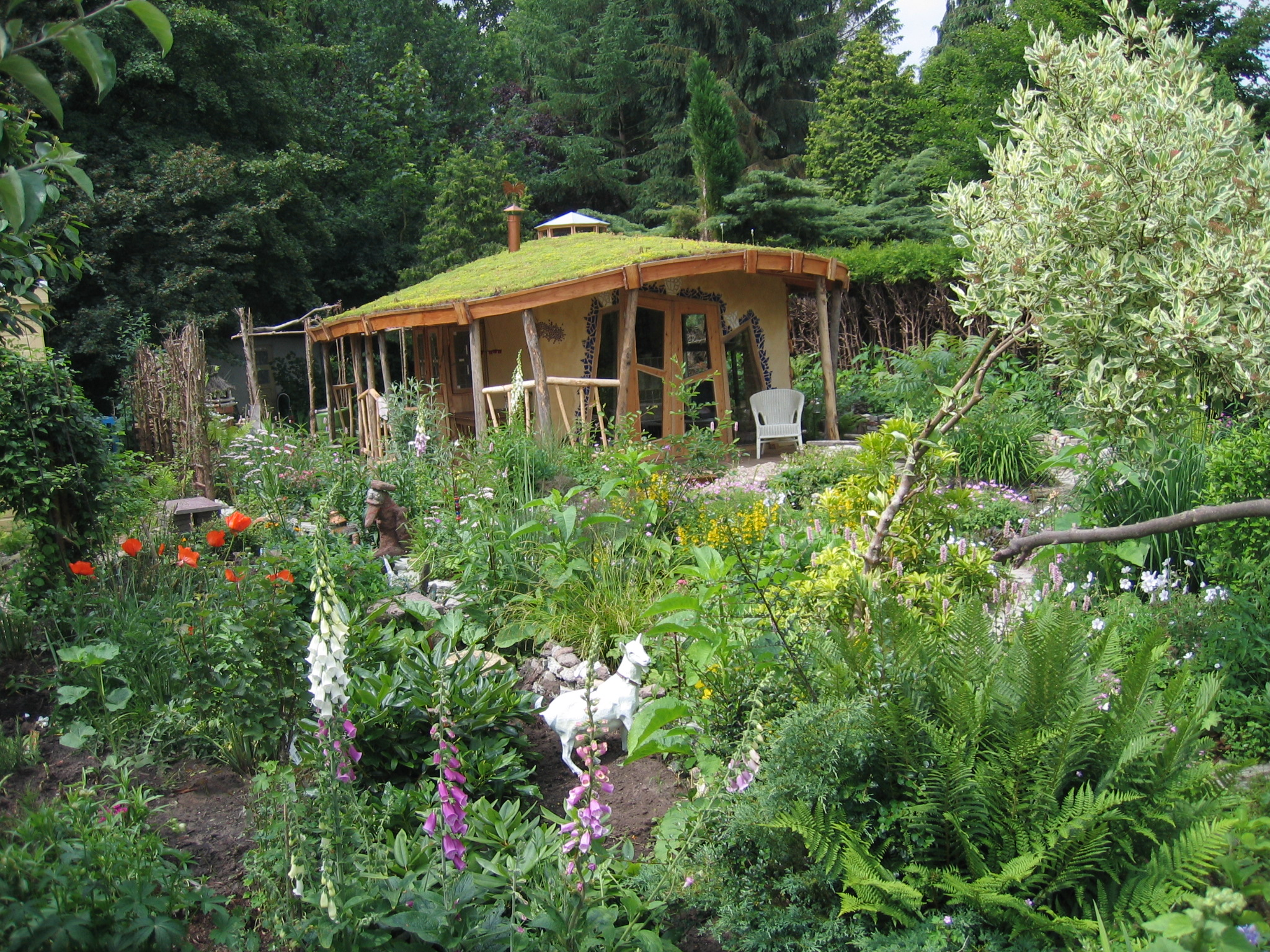
Tuinhuis met grasdak en siertuin op Tuinwijck (2005)

Tuinwijck is een volkstuincomplex in de stad Groningen. Het terrein met voornamelijk siertuinen ligt aan de rand van de zuidoostelijke wijk Coendersborg, tussen de Helperzoom en de spoorlijn Meppel - Groningen. Het is ruim 6 hectare groot.
De doelstelling van Tuinwijck is duurzaam en milieuvriendelijk tuinieren, dit resulteerde in het feit dat het de eerste volkstuinvereniging was waar het Nationaal Keurmerk Natuurlijk Tuinieren aan werd uitgereikt. Op het terrein bevinden zich o.a. een paddenpoel, een vlindertuin, een speeltuin, een verenigingsgebouw en een winkeltje.

## Geschiedenis

### Terrein aan het Eemskanaal
Tuinwijck werd in 1913 opgericht door industrieel Jan Evert Scholten , en is daarmee een van de oudste volkstuinverenigingen van Nederland. De achterliggende gedachte van Scholten was dat arbeiders beter hun tijd konden steken in tuinieren dan deze te verdoen met het drinken van sterke drank. Scholten mocht overigens zelf wel graag een glaasje drinken. Ter nagedachtenis aan Scholten werd bij het 70-jarig bestaan in 1984 een borstbeeld van hem onthuld op Tuinwijck.
Het volkstuincomplex lag eerst haaks op en aan het Eemskanaal tot ergens ter hoogte van waar nu de Agunnarydweg ligt. Aanvankelijk waren er 100 volkstuinen die werden verloot, waarna de huurders tuinlessen kregen op vrijdag- en zaterdagavond om hen daarmee uit de kroeg te houden - een wens van Scholten. In 1916 bleek het complex te klein en werd uitgebreid met nog eens 80 volkstuinen, die nu ook voor recreatie konden worden gebruikt. Na de dood van Scholten in 1918 kwam het bestuur van de tuin een jaar later in handen van de huidige Vereniging Volkstuinen Tuinwijck. Na de Tweede Wereldoorlog werd de functie van recreatie langzamerhand steeds groter ten koste van de moestuinen.
In 1932 werd besloten om het Eemskanaal te verbreden, maar dit plan bleef eerst theorie tot de gemeente in de jaren 1950 besloot om hier industrie te vestigen. Toen bleek dat niet alleen het voorste deel, maar het hele complex moest worden verplaatst. De nieuwe locatie was nog niet helder, maar werd meer naar het oosten geprojecteerd aan het Eemskanaal. Ter plaatse van het oude terrein werd de Sontweg aangelegd en de nieuwe veemarkt gevestigd. 
In 1957 werd de huur opgezegd en reeds aangegeven dat de tuinen in maart 1961 allemaal ontruimd moesten zijn. In 1960 begon de ontruiming, terwijl het nieuwe terrein nog niet was vastgesteld. Vooral nadat de gemeente in februari 1961 het bestuur eraan herinnerde dat een maand later het terrein ontruimd moest zijn, ontstond onder de tuinders veel commotie omdat ze nog geen nieuwe plek hadden toegewezen gekregen en ze geen steun ervoeren van de gemeente. Een aantal van hen ging zelfs over tot het in brand steken van hun tuinhuizen. Een deel stopte met tuinieren of sloot zich aan bij andere volkstuincomplexen, zoals Piccardthof, waar speciaal voor hen de Ribeslaan werd aangelegd. De gemeente keerde daarop een schadevergoeding uit. 

### Huidige terrein
Pas een jaar later werd bekend dat het nieuwe complex niet aan het Eemskanaal zou komen, maar aan de Helperzoom. Hier werden 160 tuinen aangelegd tegen 180 op het oude terrein. Wel werden de tuinen vergroot van 1 are naar 2 are. In 1963 kwam het nieuwe complex gereed. Het nieuwe terrein was door de ontstane commotie en de hogere huren aanvankelijk lastig vol te krijgen, maar de meerderheid van de tuinders was wel meegegaan. De gemeente bood zelfs extra geld aan tuinierders van het oude complex om de overstap te maken. Na een aantal jaar raakte het complex echter toch weer gevuld. Het terrein lag laag en had daardoor aanvankelijk te maken met wateroverlast. Met een noodgemaal werd dit eerst opgelost. In 1965 werd een definitief gemaal geplaatst.
Hoewel het in de praktijk al lang gebeurde, werd in 1977 ook het slapen op de volkstuin gelegaliseerd met een besluit van de minister van CRM.
In 1983 ontstond een rel op het complex toen er een tekort van enkele tienduizenden guldens bleek te zijn ontstaan. De boekhouding bleek een chaos. Het oude bestuur werd daarop de toegang tot het complex ontzegd en in 1984 geroyeerd. De penningmeester werd juridisch veroordeeld voor het opmaken van valse nota's om zwart werk te kunnen laten verrichten om de tuin te verfraaien. Het overige bestuur wist hier niets vanaf
In de loop van de tijd werd gifgebruik door de vereniging verboden. In de jaren 1990 ging men ook over op natuurvriendelijk beheer. Het terrein werd daarvoor ook opnieuw ingericht met een paddenpoel, vlindertuin, bijenborder en en 'Woeste Weelde' (2008). In 1998 kreeg de vereniging hiervoor als eerste in Nederland van de AVVN het 'Nationaal keurmerk natuurvriendelijk tuinieren', in 2002 werd een onderscheiding verleend voor ecologisch tuinieren en in 2012 een internationale onderscheiding voor ecologisch tuinieren. De gemeente nam het gebied op in de zogeheten Gemeentelijke Ecologische Structuur.